# Kvadratna jednadžba
Kvadratna jednadžba je jednadžba u kojoj se nepoznata veličina pojavljuje pod znakom potencije 2, dakle jednadžba općenitog oblika
{\displaystyle ax^{2}+bx+c=0\,}
koja je poseban slučaj polinoma n-tog reda gdje je n = 2.

## Vrste kvadratnih jednadžbi

### Kvadratna jednadžba zab=0{\displaystyle b=0}
Još se naziva i "čista" kvadratna jednadžba. Može se prikazati u obliku:
{\displaystyle ax^{2}+c=0\,}
iz čega slijedi da je 
{\displaystyle x^{2}=-{\frac {c}{a}}\,}
Ako je jedan od članova negativan, jednadžba će imati dva realna rješenja (dva realna korijena)
{\displaystyle x_{1}=+{\sqrt {\frac {c}{a}}},x_{2}=-{\sqrt {\frac {c}{a}}}\,},
a ako su oba člana negativna ili pozitivna jednadžba će imati dva imaginarna rješenja
{\displaystyle x_{1}=+i{\sqrt {\frac {c}{a}}},x_{2}=-i{\sqrt {\frac {c}{a}}}\,}.
Ovakav se tip kvadratne jednadžbe u mnogim udžbenicima zove čista kvadratna jednadžba.

### Kvadratna jednadžba zac=0{\displaystyle c=0}
Još se naziva i "prikraćena" kvadratna jednadžba. Može se prikazati u obliku
{\displaystyle ax^{2}+bx=0\,}
što se može prikazati i kao
{\displaystyle x(ax+b)=0\,}.
Rješenja ove jednadžbe bit će očito 
{\displaystyle x_{1}=0,x_{2}=-{\frac {b}{a}}\,},
gdje ovakav oblik kvadratne jednadžbe ima uvijek realna rješenja.
Ova jednadžba nerijetko se naziva prikraćena kvadratna jednadžba.

### Kvadratna jednadžba sa svim članovima
Kvadratna jednadžba oblika
{\displaystyle ax^{2}+bx+c=0\,}
može se jednostavno riješiti ako se kvadratna jednadžba može prikazati kao produkt dva binomna faktora. Na primjer, odmah je vidljivo da se jednadžba
{\displaystyle x^{2}+x-12=0\,}
može prikazati i kao
{\displaystyle (x-3)(x+4)=0\,}
gdje je očito da će rješenja jednadžbe biti
{\displaystyle x_{1}=3,x_{2}=-4\,}
jer upravo za te vrijednosti nezavisne varijable vrijednost funkcije će biti jednaka nuli. Kvadratna jednadžba se, međutim, pojavljuje u tako povoljnim oblicima razmjerno rijetko te najčešće valja poznavati općenito rješenje kvadratne jednadžbe. 

## Općenito rješenje kvadratne jednadžbe
Kvadratna jednadžba oblika
{\displaystyle ax^{2}+bx+c=0\,}
može se transformirati redom kako slijedi
{\displaystyle x^{2}+{\frac {b}{a}}x+{\frac {c}{a}}=0\,}
{\displaystyle (x+{\frac {b}{2a}})^{2}+{\frac {c}{a}}-{\frac {b^{2}}{4a^{2}}}=0\,}
{\displaystyle (x+{\frac {b}{2a}})^{2}={\frac {b^{2}}{4a^{2}}}-{\frac {c}{a}}\,}
{\displaystyle (x+{\frac {b}{2a}})^{2}={\frac {b^{2}-4ac}{4a^{2}}}\,}
{\displaystyle x_{1,2}+{\frac {b}{2a}}=\pm {\sqrt {\frac {b^{2}-4ac}{4a^{2}}}}}
{\displaystyle x_{1,2}=-{\frac {b}{2a}}\pm {\sqrt {\frac {b^{2}-4ac}{4a^{2}}}}}
{\displaystyle x_{1,2}={\frac {-b\pm {\sqrt {b^{2}-4ac}}}{2a}}\,}
gdje posljednja jednakost daje eksplicitna rješenja kvadratne jednadžbe. Izraz
{\displaystyle b^{2}-4ac\,}
naziva se diskriminanta kvadratne jednadžbe te se kvadratnu jednadžba može prikazati i u sljedećem obliku
{\displaystyle x_{1,2}={\frac {-b\pm {\sqrt {D}}}{2a}}.\,}

## Diskriminanta i rješenja kvadratne jednadžbe
Kvadratna jednadžba samo je jedan poseban slučaj kvadratne funkcije:
{\displaystyle y=ax^{2}+bx+c\,}
gdje je ona za rješenja kvadratne jednadžbe {\displaystyle x_{1}} i {\displaystyle x_{2}} jednaka nuli. Postojanje rješenja je neposredno uvjetovano tijekom i svojstvima kvadratne funkcije. 
Ako je diskriminanta D > 0 (slika desno, D ={\displaystyle \bigtriangleup }, krivulja obojena u plavo) tada će kvadratna jednadžba imati dva realna rješenja, ako je diskriminanta D = 0, kvadratna jednadžba će imati jedno, dvostruko rješenje (crvena krivulja), a ako je diskriminanta D < 0 tada jednadžba nema realnih već ima dva konjugirano-kompleksna rješenja (žuta krivulja).
Rješenja kvadratne jednadžbe imaju i neka posebna svojstva data Vieteovim poučkom koji ustanovljava sljedeću povezanost s koeficijentima jednadžbe a, b i c:
{\displaystyle x_{1}+x_{2}=-{\frac {b}{a}}}
{\displaystyle x_{1}x_{2}={\frac {c}{a}}}.

### Povijest
Naziv "diskriminanta" uveo je britanski matematičar James Joseph Sylvester 1851. godine.

## Kvadratna funkcija i kvadratna jednadžba
Kvadratna se jednadžba može shvatiti i kao poseban slučaj kvadratne funkcije y = f(x) za vrijednost funkcije y = 0, gdje tada rješenja kvadratne jednadžbe predstavljaju nultočke kvadratne funkcije. Parabola je u tom slučaju krivulja koja predstavlja graf kvadratne funkcije, a razlikuju se tri slučaja: 
- Ako postoje dva različita sjecišta grafa funkcije s apscisom, odn. x-osi koordinatnog sustava, kvadratna jednadžba će imati dva različita i realna rješenja.

- Ako je apscisa, odn. x-os tangenta grafa kvadratne funkcije te prolazi kroz tjeme parabole, kvadratna jednadžba će imati jedno dvostruko i realno rješenje.

- Ako graf kvadratne funkcije nigdje ne presijeca apscisu, odn. x-os, tada kvadratna jednadžba nema realna, već ima dva konjugirano-kompleksna rješenja.

## Kvadratna jednadžba s cjelobrojnim rješenjima
Kvadratna jednadžba {\displaystyle x^{2}+bx+c=0} imat će cjelobrojna rješenja {\displaystyle x_{1},x_{2}} ako i samo ako se {\displaystyle b,c} mogu zapisati u "mn-obliku", odnosno u obliku {\displaystyle b=x_{1}+x_{2}=m,c=x_{1}x_{2}=n}, gdje su {\displaystyle m,n} cijeli brojevi. (1)
Naime, gornja se jednadžba može zapisati u obliku {\displaystyle (x-x_{1})(x-x_{2})}. Sada lagano slijedi {\displaystyle x^{2}+(-x_{1}-x_{2})x+x_{1}x_{2}=0}, a očito je {\displaystyle (-x_{1})(-x_{2})=x_{1}x_{2}}, što je i trebalo pokazati. 

#### Primjeri
Ovo svojstvo se često koristi pri osnovnim matematičkim zadatcima natjecateljskog tipa.
Na primjer, treba riješiti jednadžbu {\displaystyle x^{2}-2022x+2021=0}. Korištenjem kvadratne formule, postupak rješavanja nepotrebno bi bio kompliciran.
Treba uočiti da je ta jednadžba ekvivalentna s {\displaystyle x^{2}-2021x-x+2021=0}. 
Sada grupiramo faktore na povoljan način i faktoriziramo: {\displaystyle x(x-1)-2021(x-1)=0}, tj. {\displaystyle (x-1)(x-2021)=0}, odakle slijedi da su rješenja {\displaystyle x_{1}=1,x_{2}=2021}.

#### Zanimljivosti
Jedina kvadratna jednadžba oblika {\displaystyle x^{2}\pm ax+a,a\in \mathbb {Z} ,a\neq 0} s cjelobrojnim rješenjima je kvadratna jednadžba {\displaystyle x^{2}\pm 4x+4=(x\pm 2)^{2}}. 
Razlog je tomu što su {\displaystyle 2,-2} jedini brojevi (i broj nula, ali mora biti {\displaystyle a\neq 0}) za koje je {\displaystyle (\pm \alpha )\cdot (\pm \alpha )=\alpha +\alpha ,\alpha \in \mathbb {Z} }, tj. {\displaystyle 2\cdot 2=(-2)(-2)=2+2}, pa prema (1) slijedi da nema drugih mogućnosti.

## Primjena
U fizikalnim sustavima brojne veličine ovise o kvadratu drugih veličina te se kvadratna jednadžba često nalazi i u vrlo praktičnoj primjeni. Na primjer, centrifugalna sila razmjerna je kvadratu obodne brzine, električna snaga na električnom otporniku razmjerna je kvadratu električnog napona na njegovim priključcima, pri jednoliko ubrzanom gibanju prijeđeni put je razmjeran kvadratu vremena i td.